# Jean de Morvillier
Jean de Morvillier, né le 1er décembre 1506 à Blois et mort le 23 octobre 1577 à Tours, est le successeur de Pierre Duchâtel à l'évêché d'Orléans, ancien ambassadeur auprès de la république de Venise poste ou il eut pour successeur Odet de Selve et ancien garde des Sceaux (1568-71) du roi Charles IX, fils de Catherine de Médicis.

## Biographie
Docteur en droit canon et en droit civil, licencié en théologie, il devint successivement lieutenant général du bailliage de Bourges, membre du Grand Conseil, maître des requêtes, puis ambassadeur à Venise.
Dans son Histoire de Blois, Bernier écrit : « Il se comporta en tous ces emplois avec tant de modestie, de probité et de capacité, que le Roy [Henri II] voyant qu'il avoit joint l'étude de la théologie et du droit canon à celle du droit civil, le nomma à l'évesché d'Orléans ».

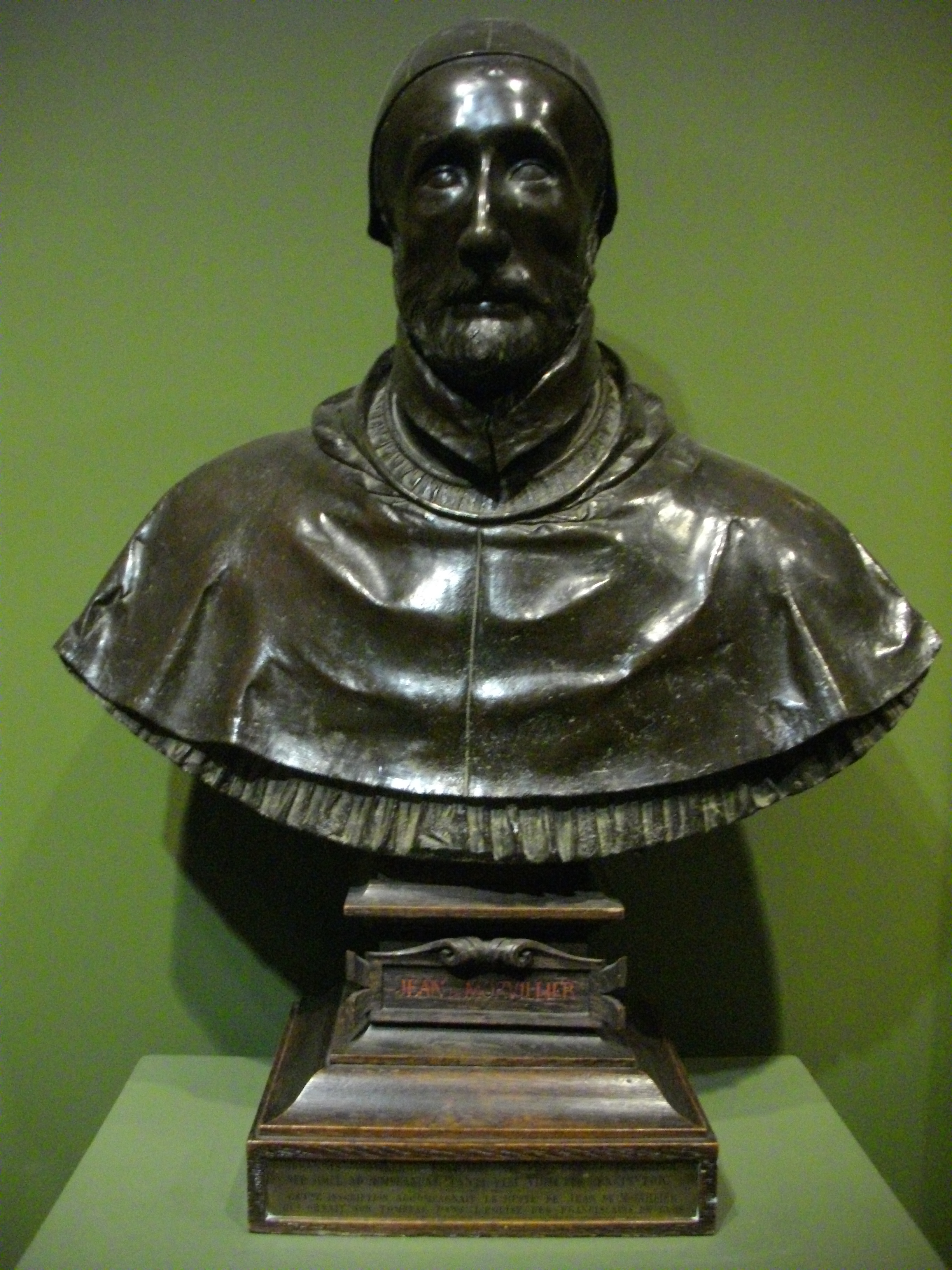
Buste de Jean de Morvillier par Germain Pilon, fragment de son tombeau des Cordeliers de Blois.

Désigné par le roi Henri II comme évêque d'Orléans de 1552 à 1564, il nomme vicaire général son neveu Mathurin de La Saussaye, au profit duquel il résigne son siège épiscopal.
Il fait partie des conseillers de Catherine de Médicis, dits modérés, favorables à une politique de conciliation avec les protestants. Il est garde des Sceaux du 7 octobre 1568 au mois d'avril 1571, charge qu'il résilie en faveur du Président René de Birague, pour devenir doyen du Conseil d'État. 
Le roi Henri III le chargea de composer le discours d'ouverture des États généraux de Blois, de 1576. Il est inhumé dans l'église du couvent des Cordeliers de Blois. Sa tombe fut détruite mais le buste en bronze, l'un des plus importants de la Renaissance française survivant aujourd'hui et créé par Germain Pilon pour le tombeau, est conservé au musée des Beaux-Arts d'Orléans.

### Abbé commendataire de Foigny
En 1574, un an après être devenu abbé commendataire, il tenta d'imposer aux habitants de La Bouteille une redevance plus élevée. Mais ces derniers ne se laissant point faire, Jean de Morvillier décida de trouver une solution juridique au problème en tentant de révoquer les baux des habitants. Cette affaire se termina à l'amiable devant le notaire royal de Vervins le 26 juillet 1576. 
"Ce traité laissait les choses en l'état primitif, sauf, par les habitants, le paiement des frais du procès"  (Monographie communale de La Bouteille)

## Armoiries
| Blason | Blasonnement : D'argent à une laie de sable. |

## Iconographie
- Notices d'autorité :   - VIAF
  - ISNI
  - IdRef
  - Israël
  - Vatican
- Ressource relative à la religion :   - Catholic Hierarchy
- Ressource relative aux beaux-arts :   - British Museum
- Buste en bronze par Germain Pilon conservé au musée des Beaux-Arts d'Orléans
- Copie en plâtre du Portrait en buste par Germain Pilon conservé au Skulpturensammlung de Dresde